# La Malhoure
La Malhoure (bretonisch: Lanvelor) ist eine französische Gemeinde mit 621 Einwohnern (Stand: 1. Januar 2022) im Département Côtes-d’Armor in der Region Bretagne. Die Bewohner werden Malhourins und Malhourines genannt.

## Geographie
Umgeben wird La Malhoure von den Gemeinden Lamballe-Armor mit Lamballe im Norden, Tramain im Osten, Penguily im Süden und Bréhand im Westen.

## Bevölkerungsentwicklung

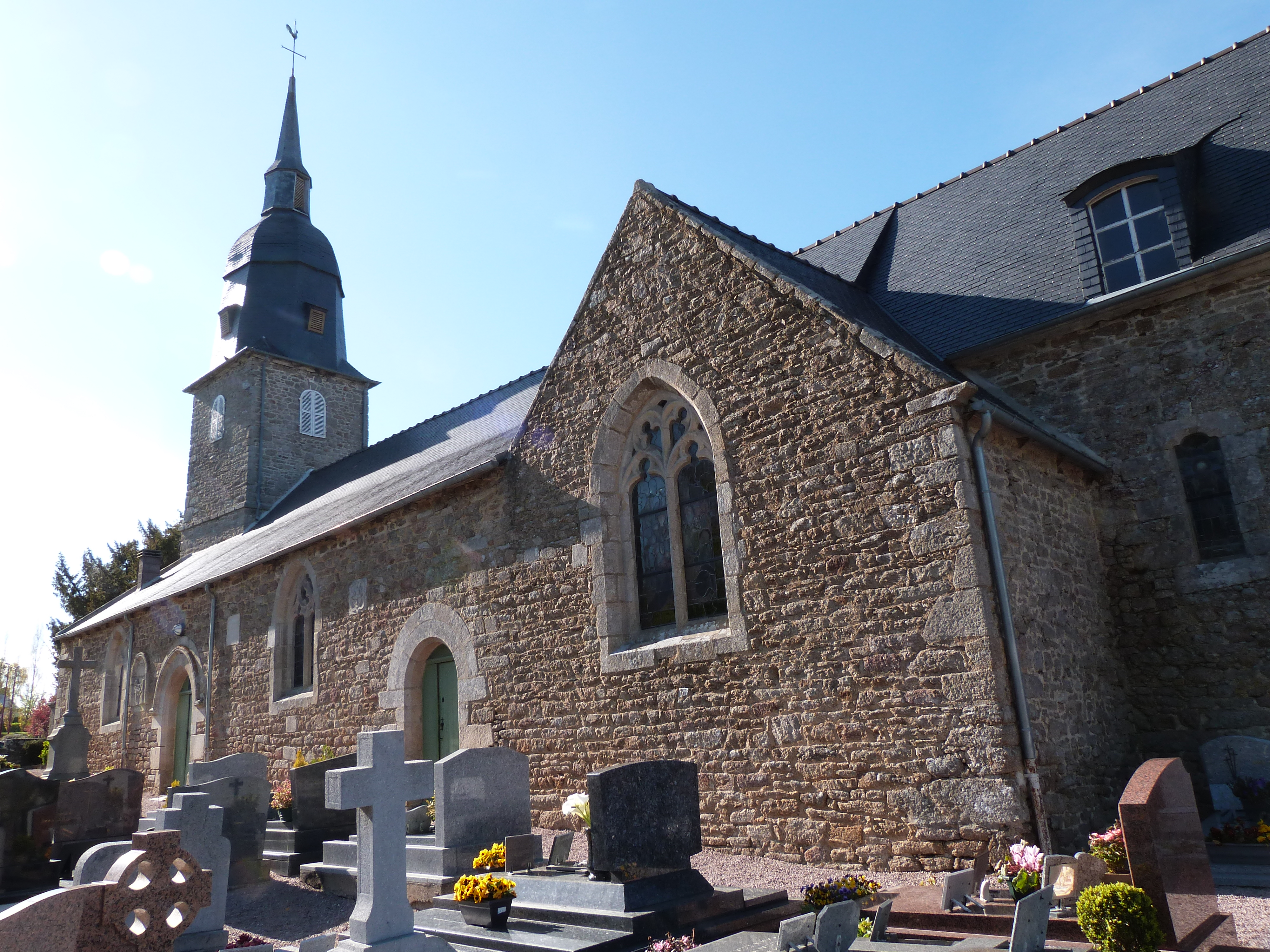
Kirche Saint-Évent

| 1962 | 1968 | 1975 | 1982 | 1990 | 1999 | 2008 | 2016 |
| 229  | 238  | 229  | 237  | 266  | 348  | 458  | 576  |